# Ørsta
Ørsta er en kommune på Sunnmøre i Møre og Romsdal fylke i Norge. Den grænser i øst til Sykkylven og Stranda, i syd til Hornindal, og i sydvest til Volda. Nord for Vartdalfjorden ligger i nord også kommunerne Ulstein, Hareid og Sula.
Hovedbyen hedder også Ørsta. Kommunen har en varieret industri, særlig møbelindustri, elektroteknisk og mekanisk industri. Flyvepladsen, Ørsta/Volda lufthamn, Hovden, ligger ca. 5 km fra centrum. Naturen omkring er storslået med de kendte Sunnmørsalperne og mange fjorde. Kommunen huser også en stor havfiskeflåde og en række fiskeforædlingsanlæg. Af kulturelle attraktioner må særlig nævnes Ivar Aasen-tunet som blev åbnet i 2000. Musikklubben Rust høster også stor anerkendelse, og har løbende store artister på besøg.

## Natur i Ørsta
- Bondalselva
- Hjørundfjorden
- Vartdalsfjorden
- Hornindalsrokken

### Sunnmørsalperne
- Kolåstinden
- Råna
- Skårasalen
- Slogen
- Kviteggja højeste fjeld i kommunen, 1.689m

## Byer i Ørsta kommune
- Ørsta
- Hovdebygda
- Sæbø
- Vartdal

## Personer fra Ørsta (ørstinger)
- Sivert Aarflot († 1817), folkeoplysningsmand
- Berthe Canutte Aarflot († 1859), forfatter[1]
- Ivar Aasen († 1896), digter, sprogforsker
- Anders Hovden († 1943), digter, præst
- Rasmus Straume († 1957), lærer, kunstmaler[2]
- Andreas Haavoll († 1958), redaktør
- Karl Straume († 1968), kunstmaler, grafiker[3]
- Peter Kjeldseth Moe († 1973), politiker, stortingsmand
- Rolf Juell Gleditsch († 1984), kunstmaler[4][5]
- Marie Takvam († 2008), forfatter[6][7]
- Per Hovdenakk, kunsthistoriker († 2016)[8]
- Jon Hustad (1968-), journalist, forfatter, kanalvært
- Gunnhild Øyehaug (1975–), forfatter, voksede op i Ørsta, født i Volda[9]

## Galleri
- Hotel union øye